# Lepidodexia sheldoni
Lepidodexia sheldoni är en tvåvingeart som först beskrevs av Daniel William Coquillett 1898.  Lepidodexia sheldoni ingår i släktet Lepidodexia och familjen köttflugor. Inga underarter finns listade i Catalogue of Life.